# 존 데이비스 (탐험가)

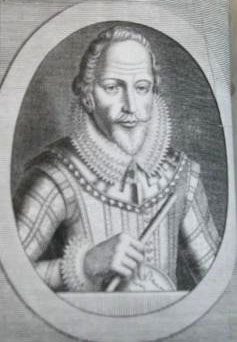
존 데이비스

존 데이비스(영어: John Davis, 1550년경~1605년 12월 29일)는 잉글랜드의 탐험가이다.
엘리자베스 1세 여왕 때에 그린란드 서쪽을 탐험하여 데이비스 해협을 발견하였다. 토머스 캐번디시의 세계 주항에 참가했으나 마젤란 해협 통과에 실패, 돌아오는 길에 포클랜드 제도를 발견하였다.
1604년 동인도 회사의 배를 타고 남태평양 방면을 항해하던 중, 믈라카 해협에서 일본 해적선을 만나 싸우다가 사망하였다.